# Саратовський (Зілаїрський район)
Сара́товський (рос. Саратовский, башк. Һарытау) — хутір у складі Зілаїрського району Башкортостану, Росія. Входить до складу Дмитрієвської сільської ради.
Населення — 65 осіб (2010; 92 в 2002).
Національний склад:
- росіяни — 97%